# März 2025
Portal Geschichte | Portal Biografien | Aktuelle Ereignisse | Jahreskalender | Tagesartikel

◄ |
20. Jahrhundert |
21. Jahrhundert

◄ |
1990er |
2000er |
2010er |
2020er
| 2030er | 2040er

◄ |
2021 |
2022 |
2023 |
2024 |
2025
| 2026 | 2027 | 2028 | 2029 | ►

◄ |
Dezember 2024 |
Januar 2025 |
Februar 2025 |
März 2025 |
April 2025 |
Mai 2025 |
Juni 2025 |
►
Dieser Artikel behandelt tagesbezogene Nachrichten und Ereignisse im März 2025. Eine Artikelübersicht zu thematischen „Dauerbrennern“ und zu länger andauernden Veranstaltungen findet sich auf der Seite zu den laufenden Ereignissen.

## Tagesgeschehen

### Samstag, 1. März 2025
- Lake Placid, New York/USA: Beginn der Bob- und Skeleton-Weltmeisterschaften (bis 16. März)
- London/Vereinigtes Königreich: Verleihung der Brit Awards.

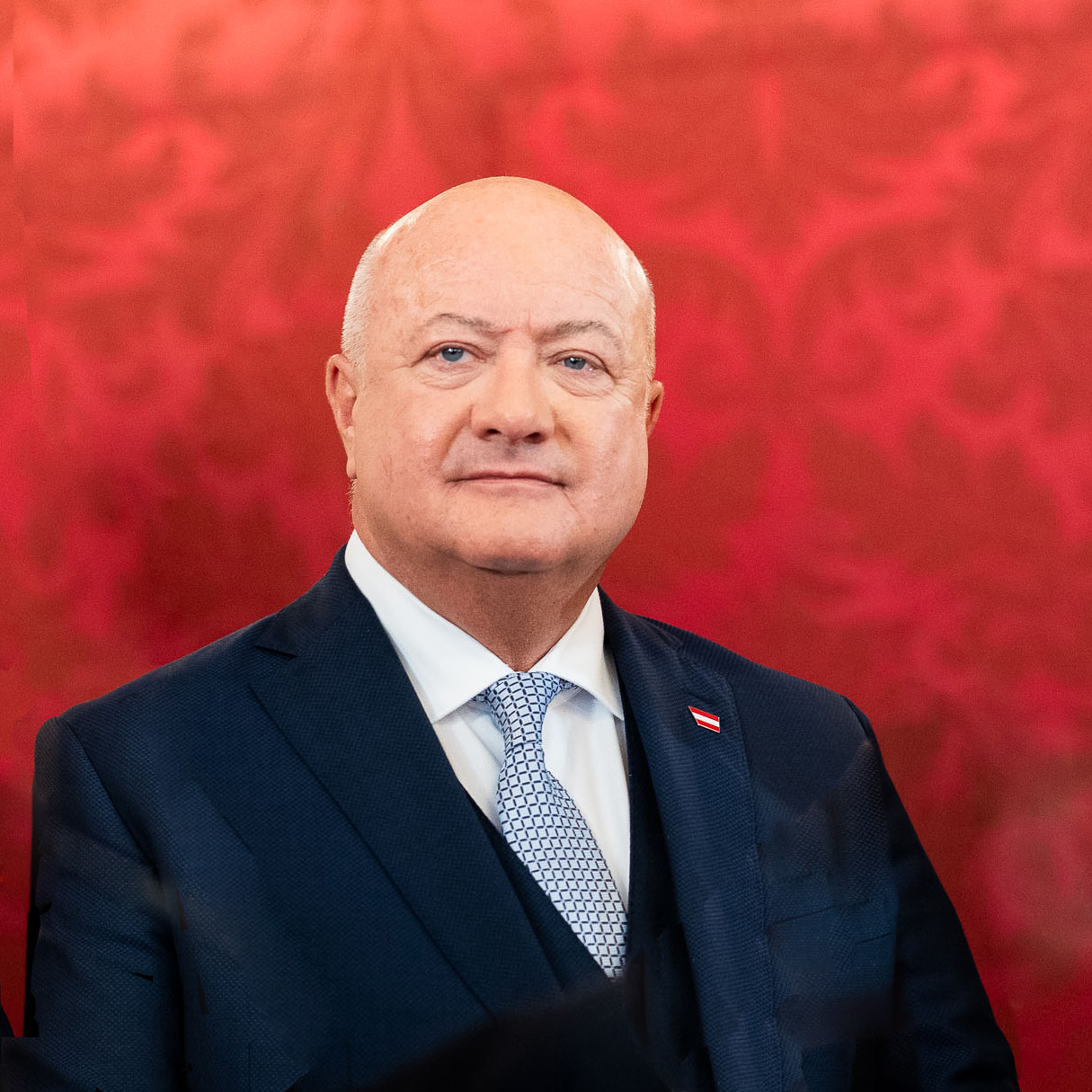
Christian Stocker, 2025

- Christian Stocker, 2025Köln/Deutschland: Deutsche Vorentscheidung zum Eurovision Song Contest.

### Sonntag, 2. März 2025
- Hamburg/Deutschland: Wahl zur 23. Hamburgischen Bürgerschaft.
- Hollywood/Vereinigte Staaten: Oscarverleihung.
- Der Mondlander „Blue Ghost“ ist erfolgreich auf dem Erdmond gelandet.

### Montag, 3. März 2025
- Bern/Schweiz: Beginn der Frühjahrssession der eidgenössischen Räte (bis 21. März).
- Mannheim/Deutschland: Während einer Amokfahrt mit einem Automobil werden zwei Menschen getötet und 25 verletzt.

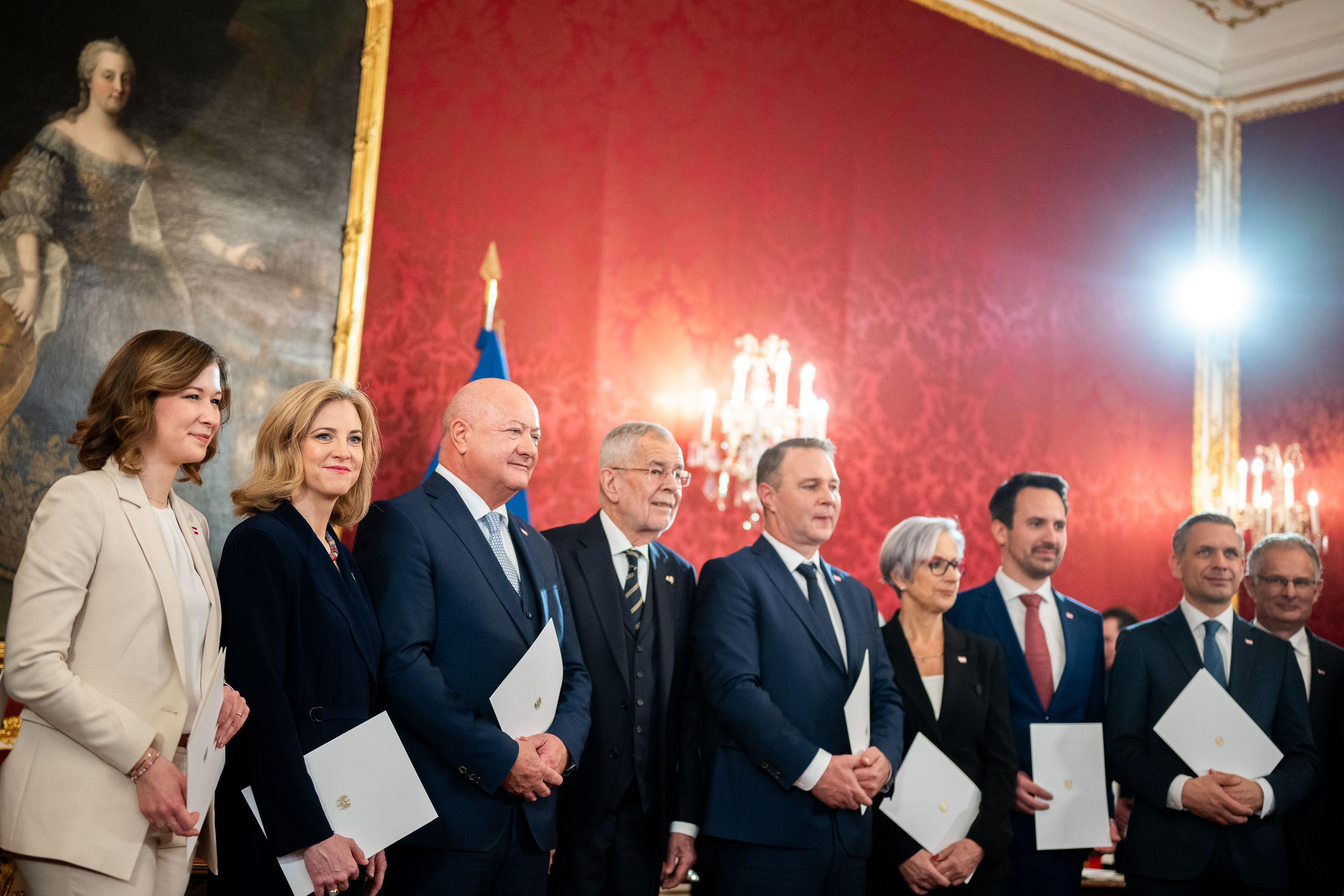
Angelobung in der Wiener Hofburg, dem Amtssitz des Bundespräsidenten Österreichs, der Bundesregierung Stocker, 2025

- Angelobung in der Wiener Hofburg, dem Amtssitz des Bundespräsidenten Österreichs, der Bundesregierung Stocker, 2025Wien/Österreich: Der ÖVP-Parteivorsitzender und Nachfolger von Karl Nehammer, Christian Stocker, wird mit seiner Regierung der Bundesregierung Stocker von Bundespräsident Alexander Van der Bellen angelobt.

### Dienstag, 4. März 2025
- Palikir/Föderierte Staaten von Mikronesien: Parlamentswahl in den Föderierten Staaten von Mikronesien[1]

### Mittwoch, 5. März 2025
- Paris/Frankreich: Das Welterbekomitee erklärt, dass die Welterbesitzung bei der UNESCO in Paris stattfinden wird, nachdem Bulgarien die Vorbereitung der Sitzung nicht rechtzeitig begonnen hatte.[2][3][4]

### Donnerstag, 6. März 2025
- Marl/Deutschland: Grimme-Preis 2025: Bekanntgabe der Preisträger

### Freitag, 7. März 2025
- Wien/Österreich: Amadeus-Verleihung 2025

### Samstag, 8. März 2025
- Italien: Special Olympics World Winter Games 2025 (bis 17. März)
- Bahía Blanca/Argentinien: Ein Unwetter hat in der argentinischen Stadt Bahía Blanca große Zerstörung angerichtet und mindestens 13 Menschen getötet. Durch Starkregen stehen etliche Stadtteile unter Wasser.

### Sonntag, 9. März 2025
- Dubai/Vereinigte Arabische Emirate: Im Finale der ICC Champions Trophy 2025 im Dubai International Cricket Stadium besiegt Indien Neuseeland mit vier Wickets und sichert sich damit den dritten Titel.

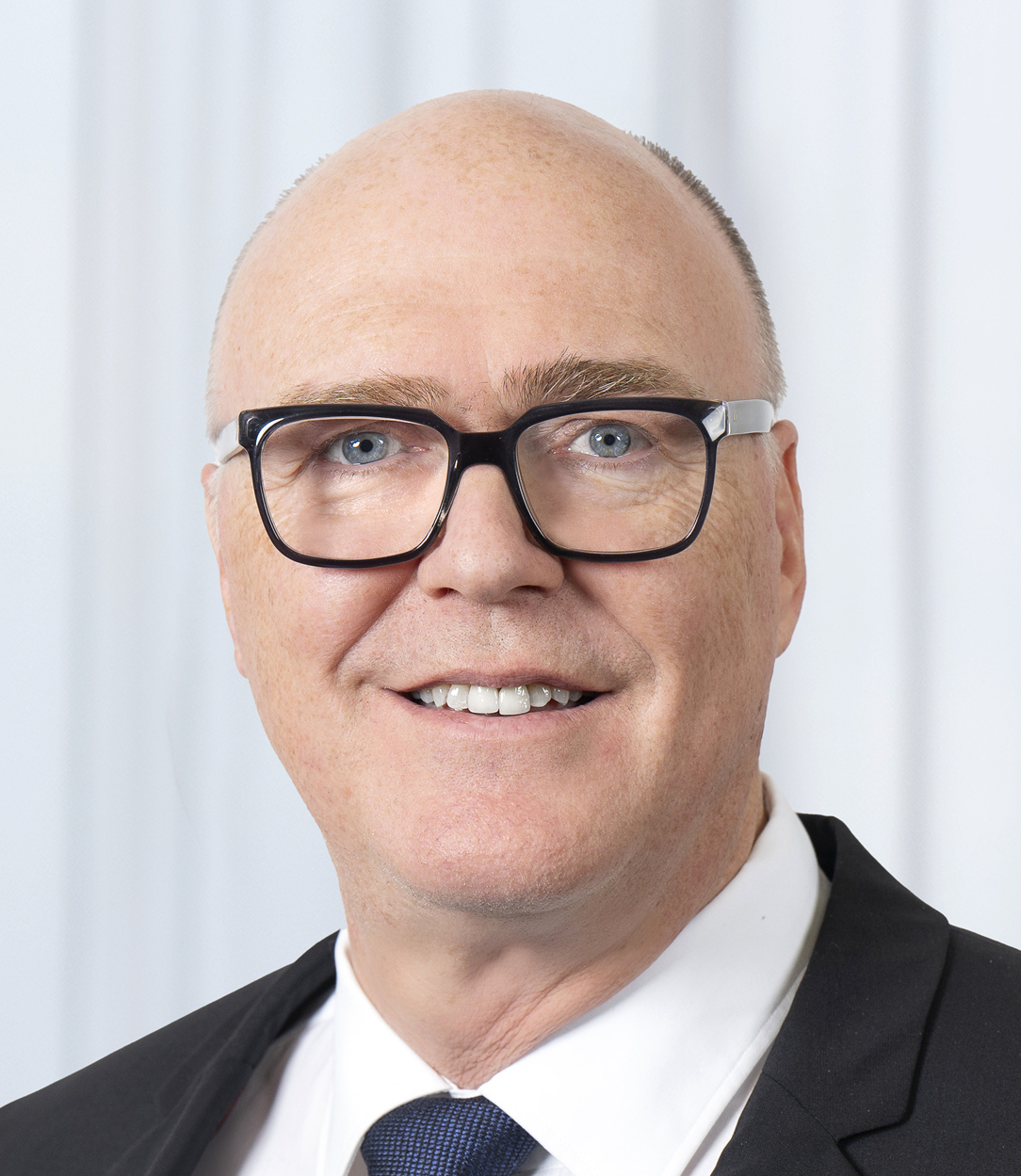
Der neugewählte Bundesrat: Martin Pfister

- Der neugewählte Bundesrat: Martin PfisterApeldoorn/Niederlande: Im Omnisport Apeldoorn enden die Leichtathletik-Halleneuropameisterschaften.
- Trondheim/Norwegen: Abschluss der Nordischen Skiweltmeisterschaften.
- Kanada: Mark Carney wird neuer Premierminister.

### Montag, 10. März 2025
- Britische Nordsee vor Hull: Kollision und Brand des unter portugiesischer Flagge fahrenden Frachtschiffs Solong (IMO 9322554) und des US-Tankschiffes Stena Immaculate (IMO 9693018).[5] Die Solong wird ab August 2025 in Gent verschrottet.[6]

### Dienstag, 11. März 2025
- Nuuk/Grönland: Parlamentswahl

### Mittwoch, 12. März 2025
- Bern/Schweiz: Bei den Bundesratswahlen wurde der Zuger Gesundheitsdirektor Martin Pfister als Nachfolger von Viola Amherd in den Bundesrat gewählt.
- Belmopan/Belize: Parlamentswahl in Belize[7]

### Donnerstag, 13. März 2025
- Bern/Schweiz: Bei der Departementsverteilung des schweizerischen Bundesrates kommt heraus, dass der neue Bundesrat Martin Pfister das Eidgenössische Departement für Verteidigung, Bevölkerungsschutz und Sport übernehmen soll. Alle anderen Bundesräte bleiben in ihren Departementen.

### Samstag, 15. März 2025
- Paris/Frankreich: Frankreich gewinnt gegen Schottland das Finale des Rugby-Union-Turniers Six Nations mit 35:18.

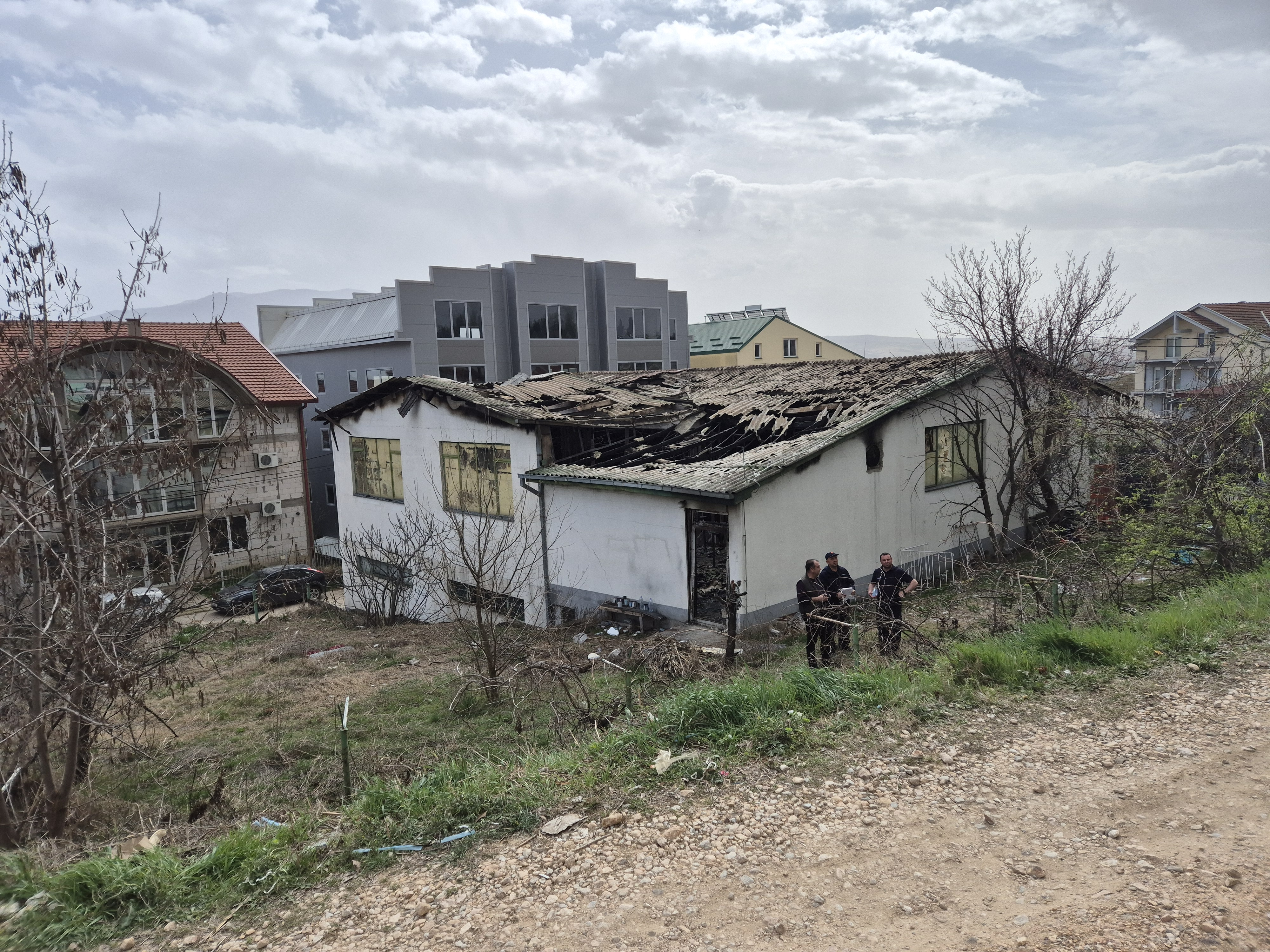
Das abgebrannte Haus in Kočani

- Turin/Italien: Letzter Tag der Special Olympics World Winter Games.
- Kočani/Nordmazedonien: Bei einem Brand in einem Nachtclub sterben mindestens 59 Menschen, weitere 155 werden verletzt.[8]
- Belgrad/Serbien: Im Rahmen der Proteste in Serbien 2024–2025 versammeln sich schätzungsweise zwischen 275.000 und 325.000 Menschen zur bislang größten Demonstration in der serbischen Hauptstadt.[9]

### Sonntag, 16. März 2025
- Lake Placid/USA: Auf der Olympia-Bobbahn Mount Van Hoevenberg enden die Bob- und Skeleton-Weltmeisterschaften.
- Valkenburg aan de Geul/Niederlande: Der Wilhelminatoren, ein 30 Meter hoher Aussichtsturm, stürzt unerwartet ein.

### Montag, 17. März 2025
- Viersen/Deutschland: Abschluss der Dreiband-Weltmeisterschaft für Nationalmannschaften.

### Dienstag, 18. März 2025

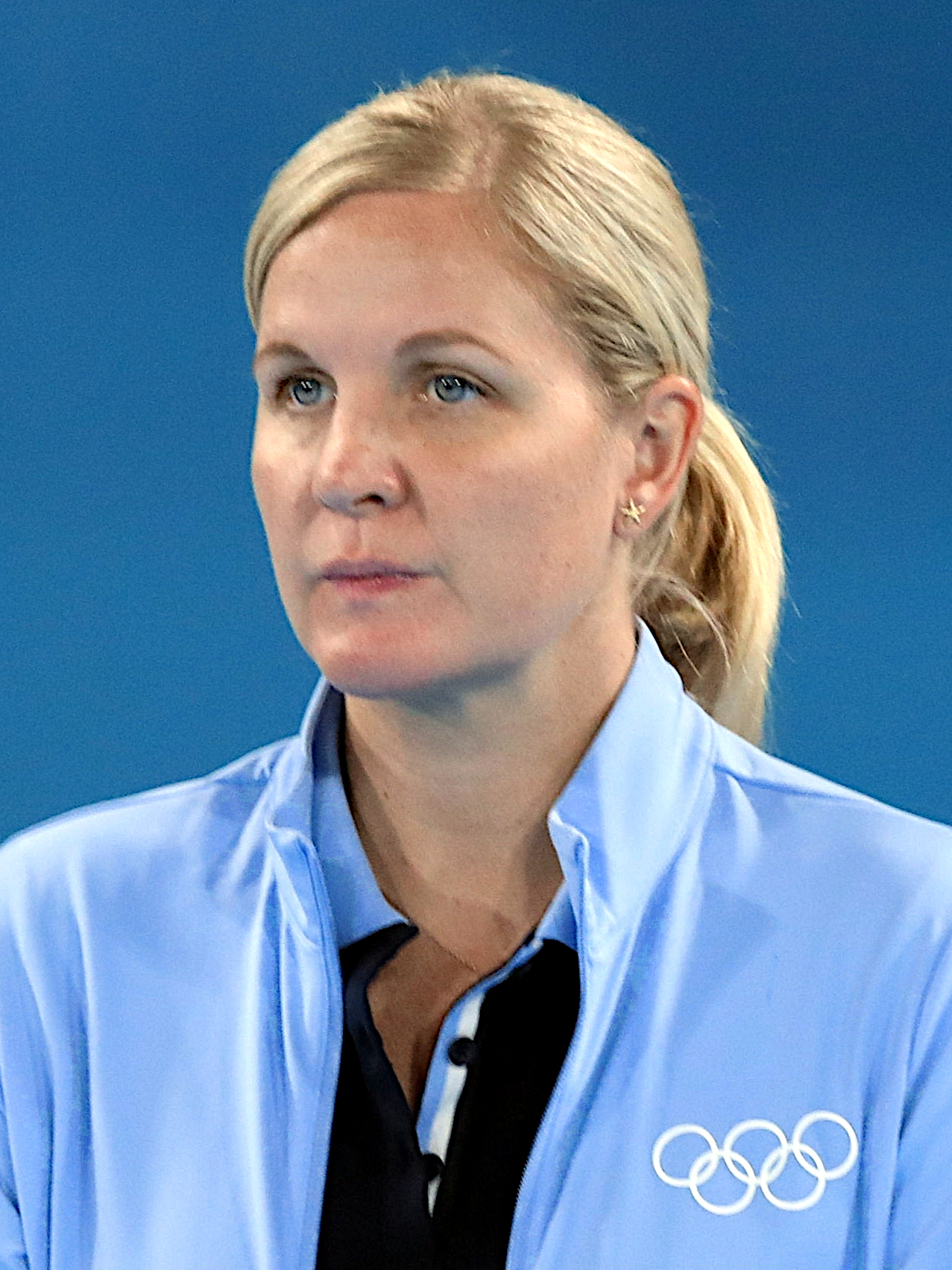
Kirsty Coventry

- Kirsty CoventryEngadin/Schweiz: Beginn der Snowboard-Weltmeisterschaften 2025

### Mittwoch, 19. März 2025
- Istanbul/Türkei: Der Istanbuler Bürgermeister Ekrem İmamoğlu wird verhaftet.

### Donnerstag, 20. März 2025
- Pylos/Griechenland: Kirsty Coventry wird zur Nachfolgerin von Thomas Bach als Präsidentin des Internationalen Olympischen Komitees gewählt.
- Belgrad/Serbien: Die Serbische Regierung unter Ministerpräsident Miloš Vučević reicht offiziell ihren Rücktritt ein, der vom Parlament akzeptiert wird. Der Rücktritt gilt als Folge der Proteste in Serbien 2024–2025.

### Freitag, 21. März 2025
- Windhoek/Namibia: Netumbo Nandi-Ndaitwah tritt ihr Amt als Staatspräsidentin des Landes an.
- Genf/Schweiz: Schweizer Filmpreis 2025
- Stadtallendorf (Hessen): Die Bundesautobahn 49 zwischen Schwalmstadt und dem Ohmtaldreieck (mit BAB 5) wird feierlich eröffnet.
- Fambita/Niger: Terrorangriff auf Fambita

### Sonntag, 23. März 2025
- Oslo/Norwegen: In der Holmenkollen-Nationalanlage endet der Biathlon-Weltcup.
- Lahti/Finnland: Letzter Tag des Weltcups der Nordischen Kombination.
- Nanjing/China: Letzter Tag der Leichtathletik-Hallenweltmeisterschaften.

### Dienstag, 25. März 2025
- Berlin/Deutschland: Die Abgeordneten des neu gewählten 21. Bundestages treffen sich zu ihrer konstituierenden Sitzung.
- Verden/Deutschland: Vor dem Landgericht Verden beginnt der Prozess gegen Daniela Klette.
- Boston, Massachusetts/USA: Beginn der Eiskunstlauf-Weltmeisterschaften 2025

### Freitag, 28. März 2025
- Südostasien: Bei einem starken Erdbeben sterben mindestens 1'600 Menschen. Mehr als 3'400 werden verletzt.

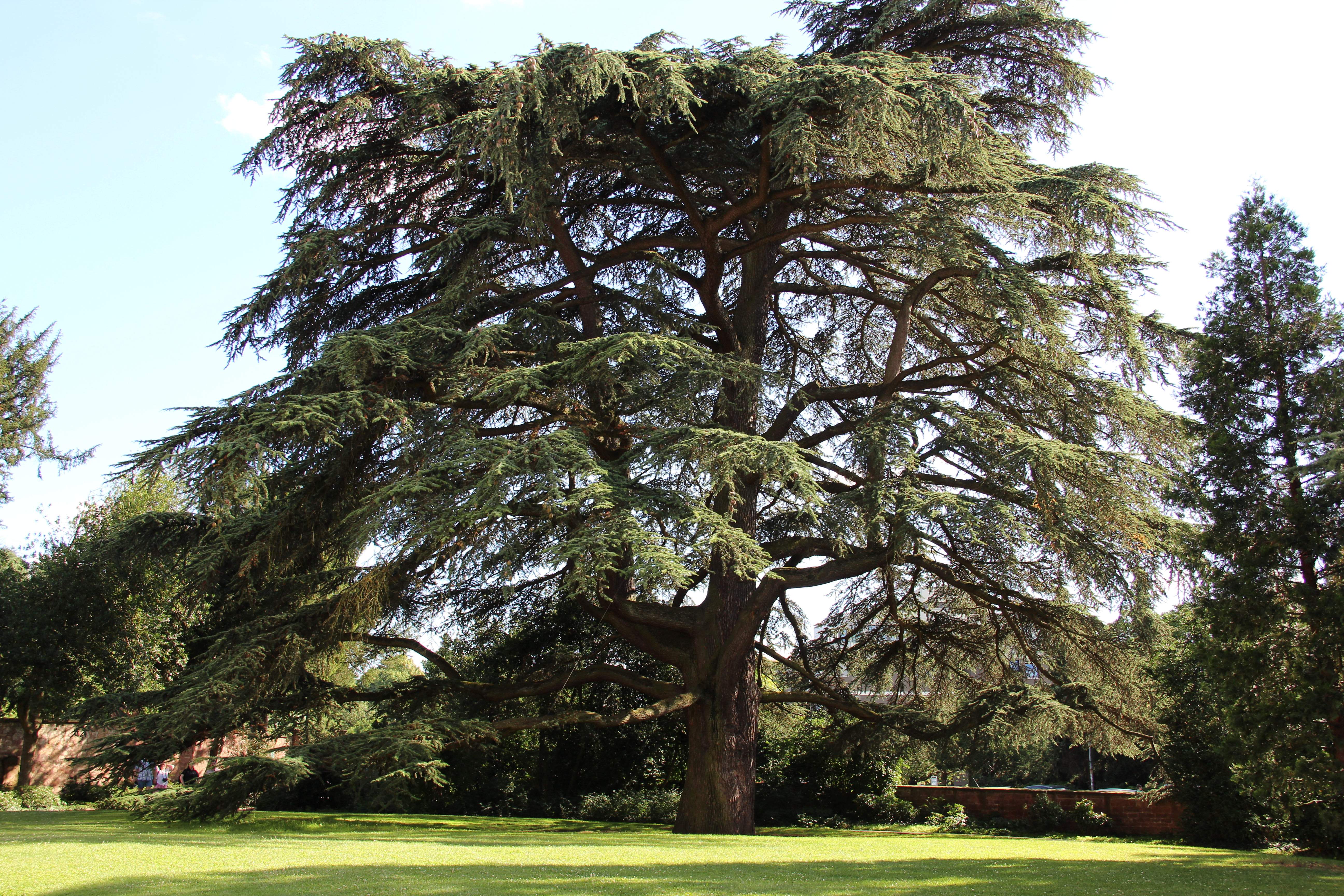
Die Libanonzeder in Weinheim

- Weinheim/Deutschland: Die Libanonzeder in Weinheim Das Kuratorium Nationalerbe-Bäume der Deutschen Dendrologischen Gesellschaft zeichnet die Libanonzeder im Schlosspark des Weinheimer Schlosses zum Nationalerbe-Baum aus.[10]

### Samstag, 29. März 2025
- Partielle Sonnenfinsternis

### Sonntag, 30. März 2025
- Boston, Massachusetts/USA: Ende der Eiskunstlauf-Weltmeisterschaften 2025
- Planica/Slowenien: Auf der Letalnica bratov Gorišek endet der Skisprung-Weltcup.
- Idre Fjäll/Schweden: Abschluss des Freestyle-Skiing-Weltcups

### Montag, 31. März 2025
- Königreich der Niederlande: Ablösung des Antillen-Gulden durch den Karibischen Gulden auf Curaçao und Sint Maarten
- Deutschland: Die Junge Alternative für Deutschland, als gesichert rechtsextrem geltende Jugendorganisation der Alternative für Deutschland, löst sich auf.[11]